# Proteropithecia neuquenensis
Proteropithecia neuquenensis es una especie extinta y única integrante del género monotípico Proteropithecia de monos del Nuevo Mundo de la familia Pitheciidae. Habitó en el Mioceno del sudoeste de la Argentina, en el sur de América del Sur.

## Taxonomía
Este género y especie fue descrito originalmente por los paleontólogos R. F. Kay, D. Johnson, y D. J. Meldrum en el año 1998. Se incluye en la subfamilia Callicebinae de la familia de los pitécidos (Pitheciidae, exclusiva del Neotrópico, que comprende 4 géneros vivientes con un total de 43 especies.

## Generalidades
Proteropithecia neuquenensis fue encontrado en sedimentos del Colloncurá (Mioceno medio) en el cañadón del Tordillo, en la provincia del Neuquén, al noroeste de la Patagonia argentina.